# 1932년 전국체육대회 씨름
1932년 전국체육대회 씨름은 일제강점기 조선 경성부에서 개최된 1932년 전국체육대회의 경기 종목이다. '제4회 전조선씨름대회'로 개최되었으며 1932년 11월 12일에 천도교기념관에서 개최되었다.

## 대회 진행
씨름 종목은 1932년 11월 12일에 일제강점기 조선 경성부에 있는 천도교기념관에서 개최되었다. 단체 종목만 진행되었고, 경성농업, 경신학교, 동성상업, 배재고등보통학교, 보성고등보통학교, 송도고등보통학교, 숭인상업, 양정고등보통학교, 중동학교, 중앙고등보통학교, 협성실업, 휘문고등보통학교 등 12개 선수단이 참가했다. 결승에서 보성고등보통학교가 휘문고등보통학교를 상대로 5:2로 이기며 우승을 차지했다.

## 경기 결과
|  | 준결승           | 준결승           |                  |   | 결승 | 결승 |
|  |                  |                  |                  |   |      |      |
|  |                  |                  |                  |   |      |      |
|  |                  |                  |                  |   |      |      |
|  | 보성고등보통학교 | 5                |                  |   |      |      |
|  | 보성고등보통학교 | 5                |                  |   |      |      |
|  | 송도고등보통학교 | 2                |                  |   |      |      |
|  | 송도고등보통학교 | 2                | 보성고등보통학교 | 5 |      |      |
|  |                  |                  | 보성고등보통학교 | 5 |      |      |
|  |                  | 휘문고등보통학교 | 2                |   |      |      |
|  | 휘문고등보통학교 | 휘문고등보통학교 | 2                | 7 |      |      |
|  | 휘문고등보통학교 |                  |                  | 7 |      |      |
|  | 숭인상업         | 0                |                  |   |      |      |
|  | 숭인상업         | 0                |                  |   |      |      |

## 참고 문헌
- 대한체육회 (1990). 《대한체육회 70년사》.
- 대한체육회 (2011). 《대한체육회 90년사》.
- “제13회 전국체육대회 씨름 경기 결과”. 대한체육회.